# La Rose sauvage
La Rose sauvage (Ye mei gui ; 野玫瑰) est un film chinois réalisé en 1932 par Sun Yu.

## Distribution
- Jin Yan : Jiang Bo
- Wang Renmei : Xiao Feng, future épouse de Jiang Bo
- Zheng Junli : Xiao Li, peintre de réclames occidentales
- Zhang Zhizhi : père de Xiao Feng

## Bande originale
La musique du film a été composée par Zhang Chun